# 凯沃拉尔
凯沃拉尔（德語：Kevelaer，發音：[ˈkeːvəlaːɐ̯] ⓘ）是德国北莱茵-威斯特法伦州杜塞尔多夫行政区克莱沃县的城市，面积100.64平方千米，2023年12月31日人口为28,466人。